# Општина Варадија де Муреш (Арад)
Варадија де Муреш (рум. Vărădia de Mureş) општина је у Румунији у округу Арад.
Oпштина се налази на надморској висини од 178 m.